# Tẩm
Tẩm (danh pháp hai phần: Altingia chinensis) còn có tên khác là an tiên trung quốc, tầm thụ, tô hạp trung hoa, là một loài thực vật thuộc họ Tô hạp (Altingiaceae).

## Đặc điểm
Cây gỗ lớn, cao 25 – 35 m. Lá đơn, mọc cách, hình trứng ngược, cỡ 8 – 12 x 4 – 5,5 cm, chóp lá tù, gốc lá hình nêm; gân bên 7 – 10 đôi, vấn hợp ở gần mép; cuống lá dài 8 – 13 mm. Hoa đơn tính. Hoa đực chụm thành cụm đuôi sóc, không có bao hoa, nhị nhiều và có chỉ nhị rất ngắn. Khoảng 20 – 50 hoa cái tập hợp thành cụm hoa đầu. Bầu 2 ô, chứa nhiều noãn, vòi dài 3 – 4 mm. Cụm quả hình cầu, đường kính 1,7 – 2,5 cm. Quả nang, nứt lưng thành 2 mảnh. Hạt nhiều, màu nâu vàng, bóng láng.
Cây mọc rải rác trong rừng rậm nhiệt đới thường xanh mưa mùa ẩm, ở độ cao 500 – 1700 m. Cây tái sinh bằng hạt.